# 克爾米特 (德克薩斯州)
克爾米特（英語：Kermit）是一個位於美國德克薩斯州溫克勒縣的城市。根據2010年美國人口普查，該地共人口5708人，而該地的面積約為6.50平方千米。同時該地也是溫克勒縣的縣治。

## 地理
克爾米特的座標為31°51′14″N 103°05′32″W / 31.85389°N 103.09222°W，而該地的平均海拔高度為872米（即2861英尺）。